# Bethenhausen
Bethenhausen är en kommun och ort i Landkreis Greiz i förbundslandet Thüringen i Tyskland.
Kommunen ingår i förvaltningsgemenskapen Am Brahmetal tillsammans med kommunerna Brahmenau, Großenstein, Hirschfeld, Korbußen, Pölzig, Reichstädt och Schwaara.